# Saint-Sérotin
Saint-Sérotin est une commune française située dans le département de l'Yonne en région Bourgogne-Franche-Comté.

## Géographie
Saint-Sérotin est un petit village français, situé dans le département de l'Yonne et la région de Bourgogne. Ses habitants sont appelés les Saint-Sérotinois. Situé à 180 mètres d'altitude, le village de Saint-Sérotin a pour coordonnées géographiques Latitude: 48° 14' 50 Nord, Longitude: 3° 9' 28 Est.
La commune s'étend sur 14,1 km2 et compte 532 habitants depuis le dernier recensement de la population datant de 2005. Avec une densité de 37,7 habitants par km², Saint-Sérotin a connu une nette hausse de 21,7 % de sa population par rapport à 1999.
Entouré par les communes de Brannay, Pont-sur-Yonne et Villebougis, Saint-Sérotin est situé à 11 km au Nord-Ouest de Sens la plus grande ville des environs.

### Climat
Pour des articles plus généraux, voir Climat de la Bourgogne-Franche-Comté et Climat de l'Yonne.
En 2010, le climat de la commune est de type climat océanique dégradé des plaines du Centre et du Nord, selon une étude du Centre national de la recherche scientifique s'appuyant sur une série de données couvrant la période 1971-2000. En 2020, Météo-France publie une typologie des climats de la France métropolitaine dans laquelle la commune est exposée à un climat océanique altéré et est dans la région climatique  Nord-est du bassin Parisien, caractérisée par un ensoleillement médiocre, une pluviométrie moyenne régulièrement répartie au cours de l’année et un hiver froid (3 °C). 
Pour la période 1971-2000, la température annuelle moyenne est de 10,7 °C, avec une amplitude thermique annuelle de 15,6 °C. Le cumul annuel moyen de précipitations est de 755 mm, avec 11,7 jours de précipitations en janvier et 7,5 jours en juillet. Pour la période 1991-2020, la température moyenne annuelle observée sur la station météorologique de Météo-France la plus proche, « Sens », sur la commune de Sens à 11 km à vol d'oiseau, est de 11,9 °C et le cumul annuel moyen de précipitations est de 644,7 mm. 
La température maximale relevée sur cette station est de 42,4 °C, atteinte le 25 juillet 2019 ; la température minimale est de −22,6 °C, atteinte le 14 février 1956,,. 
Les paramètres climatiques de la commune ont été estimés pour le milieu du siècle (2041-2070) selon différents scénarios d'émission de gaz à effet de serre à partir des nouvelles projections climatiques de référence DRIAS-2020. Ils sont consultables sur un site dédié publié par Météo-France en novembre 2022.

## Urbanisme

### Typologie
Au 1er janvier 2024, Saint-Sérotin est catégorisée commune rurale à habitat dispersé, selon la nouvelle grille communale de densité à sept niveaux définie par l'Insee en 2022.
Elle est située hors unité urbaine. Par ailleurs la commune fait partie de l'aire d'attraction de Sens, dont elle est une commune de la couronne,. Cette aire, qui regroupe 65 communes, est catégorisée dans les aires de 50 000 à moins de 200 000 habitants,.

### Occupation des sols
L'occupation des sols de la commune, telle qu'elle ressort de la base de données européenne d’occupation biophysique des sols Corine Land Cover (CLC), est marquée par l'importance des territoires agricoles (57 % en 2018), une proportion identique à celle de 1990 (57 %). La répartition détaillée en 2018 est la suivante : 
terres arables (55,2 %), forêts (40,6 %), zones urbanisées (2,5 %), zones agricoles hétérogènes (1,8 %). L'évolution de l’occupation des sols de la commune et de ses infrastructures peut être observée sur les différentes représentations cartographiques du territoire : la carte de Cassini (XVIIIe siècle), la carte d'état-major (1820-1866) et les cartes ou photos aériennes de l'IGN pour la période actuelle (1950 à aujourd'hui).

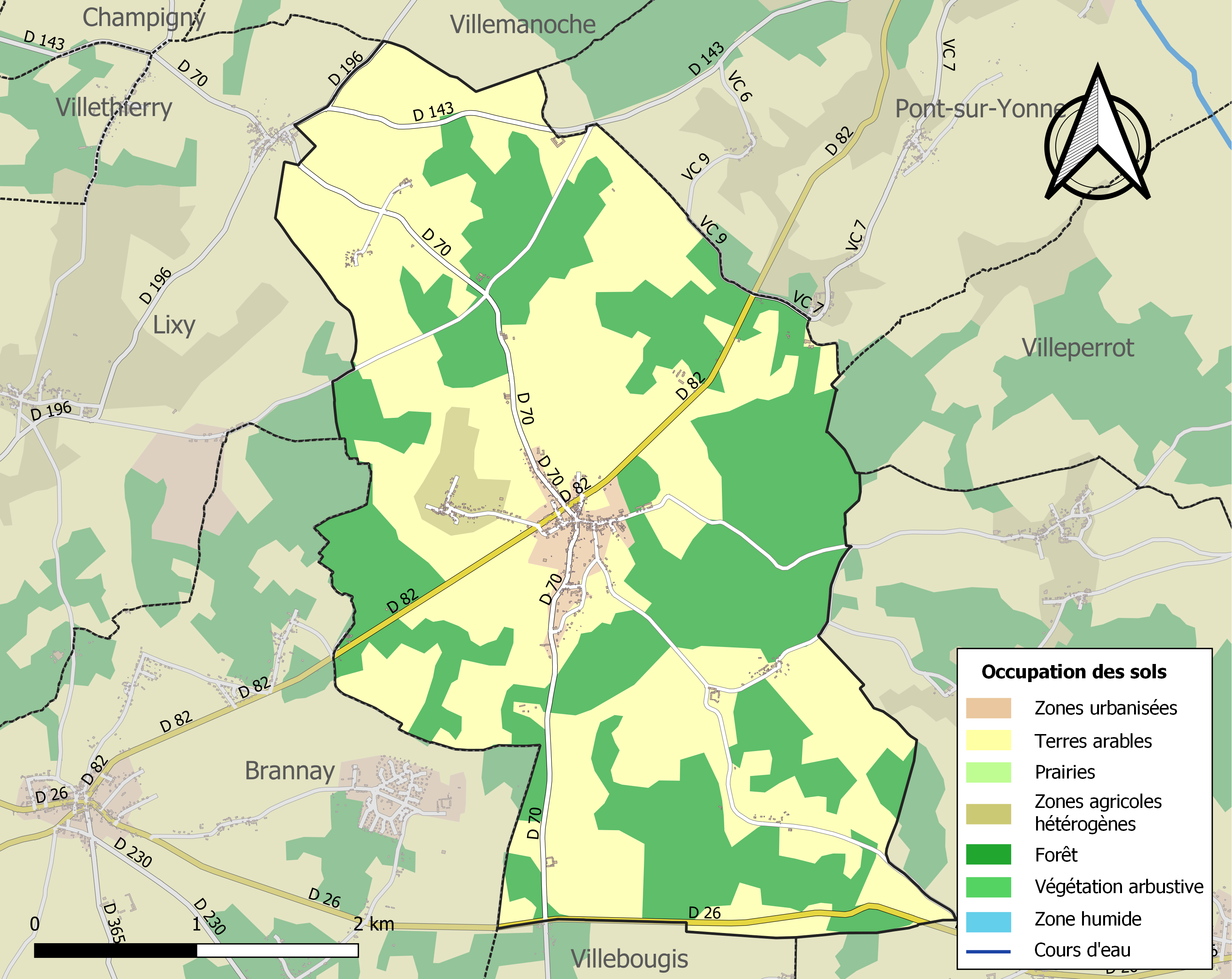
Carte des infrastructures et de l'occupation des sols de la commune en 2018 (CLC).

## Histoire
Le cadastre de 1862 fait état de 11 tuileries mais certaines étaient présentes avant la révolution. C'est autour de ces tuileries, des 200 personnes qui y travaillaient directement et 500 indirectement que s'est créé une vie sociale avec 2 boulangeries, 4 cafés et plusieurs épiceries. C'est pourquoi Saint-Sérotin devint une commune par la loi du 3 septembre 1861. 
Partagée avec la commune de Villebourgis, Saint-Sérotin disposait d'une gare sur la ligne de Sens à Égreville de 1901 à 1938. La Seconde Guerre mondiale relance le service dès 1939 jusqu'en 1948.

## Politique et administration
| Période | Période | Identité       | Étiquette | Qualité |
| ------- | ------- | -------------- | --------- | ------- |
|         |         |                |           |         |
|         |         | Jacques Le Gac |           |         |

## Démographie
L'évolution du nombre d'habitants est connue à travers les recensements de la population effectués dans la commune depuis 1861. Pour les communes de moins de 10 000 habitants, une enquête de recensement portant sur toute la population est réalisée tous les cinq ans, les populations de référence des années intermédiaires étant quant à elles estimées par interpolation ou extrapolation. Pour la commune, le premier recensement exhaustif entrant dans le cadre du nouveau dispositif a été réalisé en 2005.

En 2022, la commune comptait 597 habitants, en évolution de +5,66 % par rapport à 2016 (Yonne : −1,95 %, France hors Mayotte : +2,11 %).
| 1861 | 1866 | 1872 | 1876 | 1881 | 1886 | 1891 | 1896 | 1901 |
| ---- | ---- | ---- | ---- | ---- | ---- | ---- | ---- | ---- |
| 446  | 506  | 495  | 492  | 517  | 502  | 472  | 462  | 444  |

| 1906 | 1911 | 1921 | 1926 | 1931 | 1936 | 1946 | 1954 | 1962 |
| ---- | ---- | ---- | ---- | ---- | ---- | ---- | ---- | ---- |
| 414  | 365  | 331  | 353  | 284  | 292  | 369  | 266  | 240  |

| 1968 | 1982 | 1990 | 1999 | 2005 | 2006 | 2010 | 2015 | 2020 |
| ---- | ---- | ---- | ---- | ---- | ---- | ---- | ---- | ---- |
| 238  | 287  | 341  | 437  | 501  | 507  | 541  | 570  | 581  |

| 2022 | - | - | - | - | - | - | - | - |
| ---- | - | - | - | - | - | - | - | - |
| 597  | - | - | - | - | - | - | - | - |

## Lieux et monuments

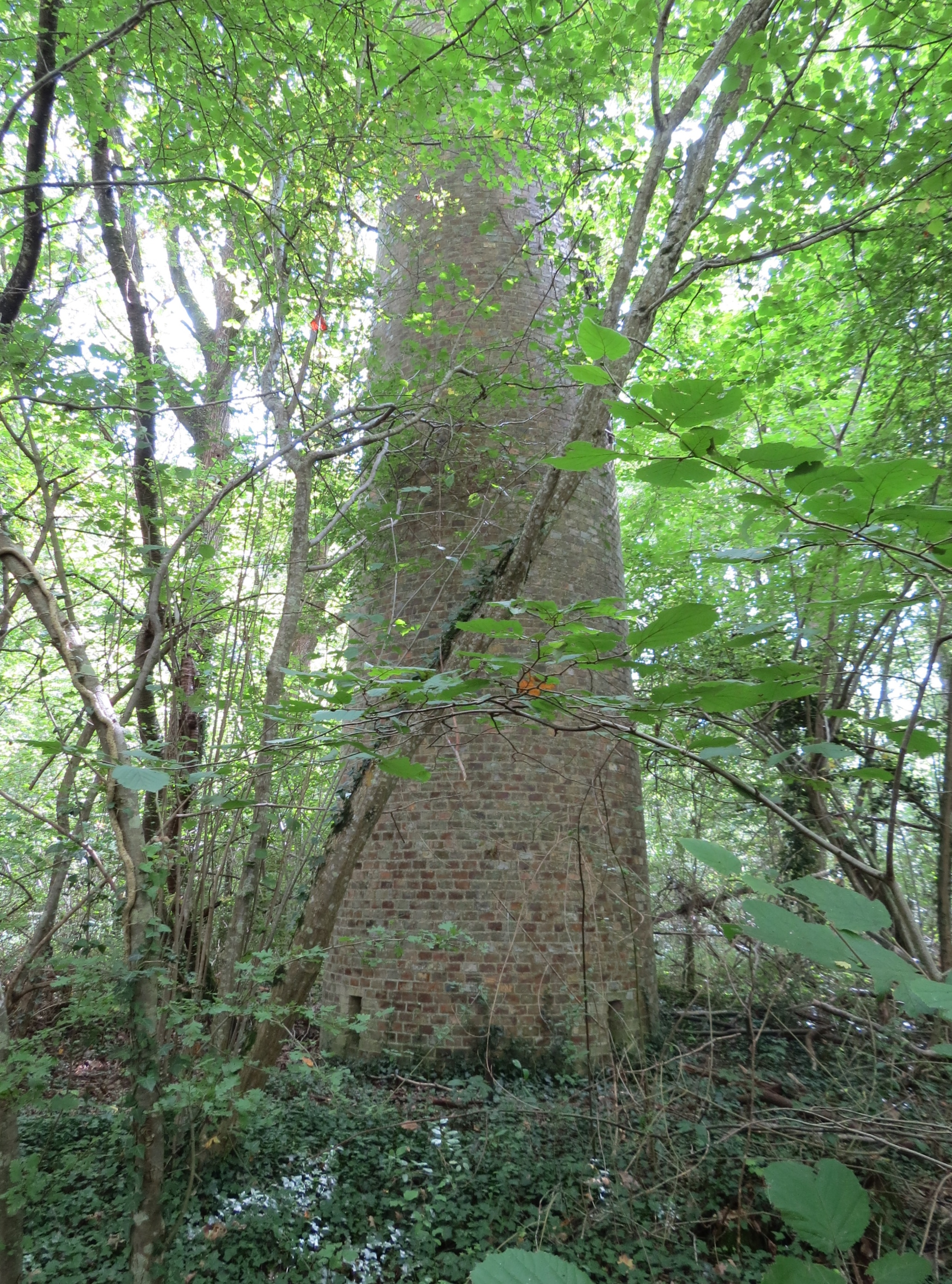
La cheminée géodésique

- Église Saint-Sérotin.
- Cheminée géodésique

## Héraldique
| Blason de Saint-Sérotin | Blason  | Parti: au 1 de sinople à un saint Sérotin d'or, au 2 d'argent à trois tuiles de gueules rangées en fasce; le tout au chef bandé d'or et d'azur et à la bordure de gueules. |
| Blason de Saint-Sérotin | Détails | Créé par JF Binon. Adopté le 31 janvier 2013. |

## Pour approfondir